# Alzina de Can Farrerons
L'alzina de Can Farrerons (Quercus ilex ilex) és un arbre que es troba al Parc del Montnegre i el Corredor (Dosrius, el Maresme) i, segurament, l'alzina més gruixuda i de més envergadura de capçada de tota la Serra del Corredor.

## Dades descriptives
- Perímetre del tronc a 1,30 m: 4,15 m.
- Perímetre de la base del tronc: 8,45 m.[2]
- Alçada: 19,5 m.
- Amplada de la capçada: 26,8 m.
- Altitud sobre el nivell del mar: 456 m.

## Entorn
Es troba sota la masia forestal de Can Farrerons, en un marge allargassat amb pastures suaus a les proximitats. Hi predomina l'alzina i el pi pinyer, i també hi trobem om, roure martinenc, figuera i magraner. Dins el sotabosc hi ha arbusts com romaní, argelaga negra, gatosa, estepa borrera i llentiscle, i a l'herbatge hi trobem blenera, herba de Sant Joan, morella de paret, malrubí, vinagrella, dent de lleó, lletsó bord, tomaquera del diable, blet, orenga, plantatge de fulla estreta, barretets, sajolida i falguera. Faunísticament és territori de la sargantana comuna, el raspinell, el pica-soques blau, el gaig, el pit-roig, la mallerenga carbonera, la geneta i el senglar.

## Aspecte general
És una alzina espectacular: presenta una bella enforcadura a la creu, el tronc inclinat 45° (lleugerament cargolat) i una peculiar morfologia (entre dreta i encorbada). Globalment expressa plenitud i està en perfecte estat de producció glanera. No s'adverteixen forats ni corcadures que comportin perill per a la seua salut, ni cap alteració significant (només alguna branca inferior seca a conseqüència de la competència lumínica). Al seu costat hi ha un altre tronc de grans dimensions, segurament un antic rebrot que s'ha monumentalitzat i creix oposadament a ella. També és destacable el pi pinyer d'important port que hi ha a pocs metres abans d'arribar al mas, a mà esquerra.

## Observacions
És una alzina que serveix d'amorriador i, per tant, el ramat s'hi arrecera quan es produeixen les calorades estivals. Fou declarat Arbre Monumental el 1988 i Arbre d'Interès Comarcal el 1992.

## Accés
Des de l'antiga carretera que du de Cardedeu a Llinars del Vallès (C-251), cal prendre el trencall a la dreta al punt quilomètric 11,95 aproximadament. És una pista asfaltada que és necessari seguir uns metres, passant per sota la vida del ferrocarril i després per sota l'autopista. L'hem de vorejar fins a trobar, poc després, a la dreta, la pista que duu a l'ermita de Sant Sadurní de Collsabadell, la qual hem de seguir. En trobar el primer encreuament, cal prendre la pista de la dreta, que passa molt a prop de La Fradera. Tot seguit, la pista es torna a bifurcar i agafarem llavors la pista de l'esquerra i, després d'anar pujant, la següent, a la dreta, fins a trobar un xic enllà un complicat encreuament amb diversitat de trencalls. Cal caminar per escassos metres del camí que deixa una bassa d'aigua (Bombers) a la dreta, i tornarem a trencar ràpidament a l'esquerra, cap al camí del mas de Can Farrerons, el qual apareixerà després d'uns metres de baixada. Llavors, un cop passat el mas, hom podrà veure el gran pi i l'alzina. GPS 31T 0453711 4608675.